# Liste der Fahnenträger der antiguanischen Mannschaften bei Olympischen Spielen
Die Liste der Fahnenträger der antiguanischen Mannschaften bei Olympischen Spielen listet chronologisch alle Fahnenträger antiguanischer Mannschaften bei den Eröffnungs- (EF) und Abschlussfeiern (AF) Olympischer Spiele auf.

## Liste der Fahnenträger
| Mannschaft             | Veranstaltung | Fahnenträger (EF) | Fahnenträger (AF)       |
| ---------------------- | ------------- | ----------------- | ----------------------- |
| 1976 in Montreal       | Sommerspiele  |                   |                         |
| 1984 in Los Angeles    | Sommerspiele  | Lester Benjamin   |                         |
| 1988 in Seoul          | Sommerspiele  | Jocelyn Joseph    |                         |
| 1992 in Barcelona      | Sommerspiele  |                   |                         |
| 1996 in Atlanta        | Sommerspiele  | Heather Samuel    |                         |
| 2000 in Sydney         | Sommerspiele  | Heather Samuel    |                         |
| 2004 in Athen          | Sommerspiele  | Daniel Bailey     | (O) Cliff Williams      |
| 2008 in Peking         | Sommerspiele  | James Grayman     | (O) Cliff Williams      |
| 2012 in London         | Sommerspiele  | Daniel Bailey     | Karin O’Reilly Clashing |
| 2016 in Rio de Janeiro | Sommerspiele  | Daniel Bailey     | Noah Mascoll-Gomes      |
| 2020 in Tokio          | Sommerspiele  | Samantha Roberts  | Cejhae Greene           |
| 2020 in Tokio          | Sommerspiele  | Cejhae Greene     | Cejhae Greene           |
| 2024 in Paris          | Sommerspiele  | Joella Lloyd      | Cejhae Greene           |
| 2024 in Paris          | Sommerspiele  | Cejhae Greene     | Cejhae Greene           |

Anmerkung: (EF) = Eröffnungsfeier, (AF) = Abschlussfeier, (O) = Offizieller

## Statistik
| Rang    | Sportart       | EF | AF | ∑  |
| ------- | -------------- | -- | -- | -- |
| 1       | Leichtathletik | 11 | 2  | 12 |
| 2       | Schwimmen      | 1  | 2  | 3  |
| 2       | Offizieller    | 0  | 2  | 2  |
| Gesamt: | Gesamt:        | 12 | 6  | 18 |

| Rang                   | Sportart | EF | AF | ∑ |
| ---------------------- | -------- | -- | -- | - |
| bisher keine Teilnahme |          |    |    |   |
| Gesamt:                | Gesamt:  | 0  | 0  | 0 |

| Rang    | Sportart       | EF | AF | ∑  |
| ------- | -------------- | -- | -- | -- |
| 1       | Leichtathletik | 11 | 2  | 12 |
| 2       | Schwimmen      | 1  | 2  | 3  |
| 2       | Offizieller    | 0  | 2  | 2  |
| Gesamt: | Gesamt:        | 12 | 6  | 18 |